# Écaille (papillon)
Pour les articles homonymes, voir Écaille (homonymie).
Cet article concerne le nom vernaculaire « Écaille ». Pour les structures recouvrant les ailes des papillons, voir Écailles de papillons.
Taxons concernés
Les Écailles sont des lépidoptères de la sous-famille des Arctiinae.
Selon le contexte, le nom d'Écaille peut soit désigner tout Arctiinae sans précision de l'espèce, soit se restreindre à certaines espèces dont les noms vernaculaires français commencent explicitement par « Écaille » (voir la liste ci-dessous).

## Liste de noms vernaculaires
Note : Il est fréquent que plusieurs noms français désignent la même espèce.
- Écaille alpine — Setina aurita
- Écaille brune — Arctia matronula
- Écaille chinée — Euplagia quadripunctaria
- Écaille cramoisie — Phragmatobia fuliginosa
- Écaille des Grisons — Arctia flavia
- Écaille du plantain — Arctia plantaginis
- Écaille du séneçon — Tyria jacobaeae
- Écaille fasciée — Arctia tigrina
- Écaille fermière — Arctia villica
- Écaille Hébé — Arctia festiva
- Écaille hérissonne — Arctia caja
- Écaille jaune — Arctia flavia
- Écaille lustrée — Callimorpha dominula
- Écaille marbrée — Callimorpha dominula
- Écaille martre — Arctia caja
- Écaille mendiante — Diaphora mendica
- Écaille mouchetée — Diacrisia purpurata
- Écaille pourprée — Diacrisia purpurata
- Écaille pudique — Cymbalophora pudica
- Écaille rose — Arctia festiva
- Écaille rouge — Callimorpha dominula
- Écaille tesselée — Cymbalophora pudica
- Écaille tigrée — Spilosoma lubricipeda
- Écaille villageoise — Arctia villica